# Adam Tobin
Adam Tobin (Barnstaple, 2 febbraio 2001) è un ginnasta britannico.

## Biografia
La sua squadra di club è il Falcons Gymnastics Academy di Barnstaple.
Si è messo in mostra ai Giochi olimpici giovanili di Buenos Aires 2018 dove ha vinto la medaglia di bronzo nell'evento multidisciplinare a squadre miste.
Sempre a livello giovanile ha avuto successo ai campionati europei di ginnastica artistica maschile di Glasgow 2018 in cui ha fatto parte della squadra britannica che ha vinto l'argento nel concorso junior insieme a Jake Jarman, Pavel Karnejenko, Jamie Lewis e Donell Osbourne. 
Agli europei individuali di Adalia 2023 si è aggiudicato il bronzo a squadre, con Jake Jarman, Joshua Nathan, Courtney Tulloch e Luke Whitehouse.

## Palmarès

### Gran Bretagna
- Europei

Adalia 2023: bronzo a squadre;
- Europei junior

Glasgow 2018: argento a squadre;

### Squadra mista
- Giochi olimpici giovanili

Buenos Aires 2018: bronzo nell'evento multidisciplinare a squadre miste.